# Ninazu
Ninazu (cuneïforme 𒀭𒊩𒌆𒀀𒋢) a la mitologia sumèria era un déu de l'inframón (Irkalla) i de la curació. També se'l relacionava amb les serps i la vegetació, i amb el temps es va convertir en un déu guerrer.
Era el fill d'Enlil i Ninlil o, en les tradicions alternatives, d'Ereixkigal i Gugalanna. De vegades era el marit d'Ereixkigal. Va ser el pare de Ningishzida. Era descrit com el consort de Ninsutu, una de les deïtats creades per alleujar la malaltia d'Enki, segons el poema èpic anomenat Enki i Ninhursag.
Ninazu era la deïtat principal de la ciutat d'Eixnunna fins que va ser reemplaçat per Tispak. Tenia santuaris com E-sikul i E-Kurma. A diferència del seu parent proper Nergal, era generalment benèvol.